# Maison au 12, place du Marché à Dambach-la-Ville
La maison au 12, place du Marché est un monument historique situé à Dambach-la-Ville, dans le département français du Bas-Rhin.

## Localisation
Ce bâtiment est situé au 12, place du Marché à Dambach-la-Ville.

## Historique
L'édifice fait l'objet d'un classement au titre des monuments historiques depuis 1937.

## Architecture

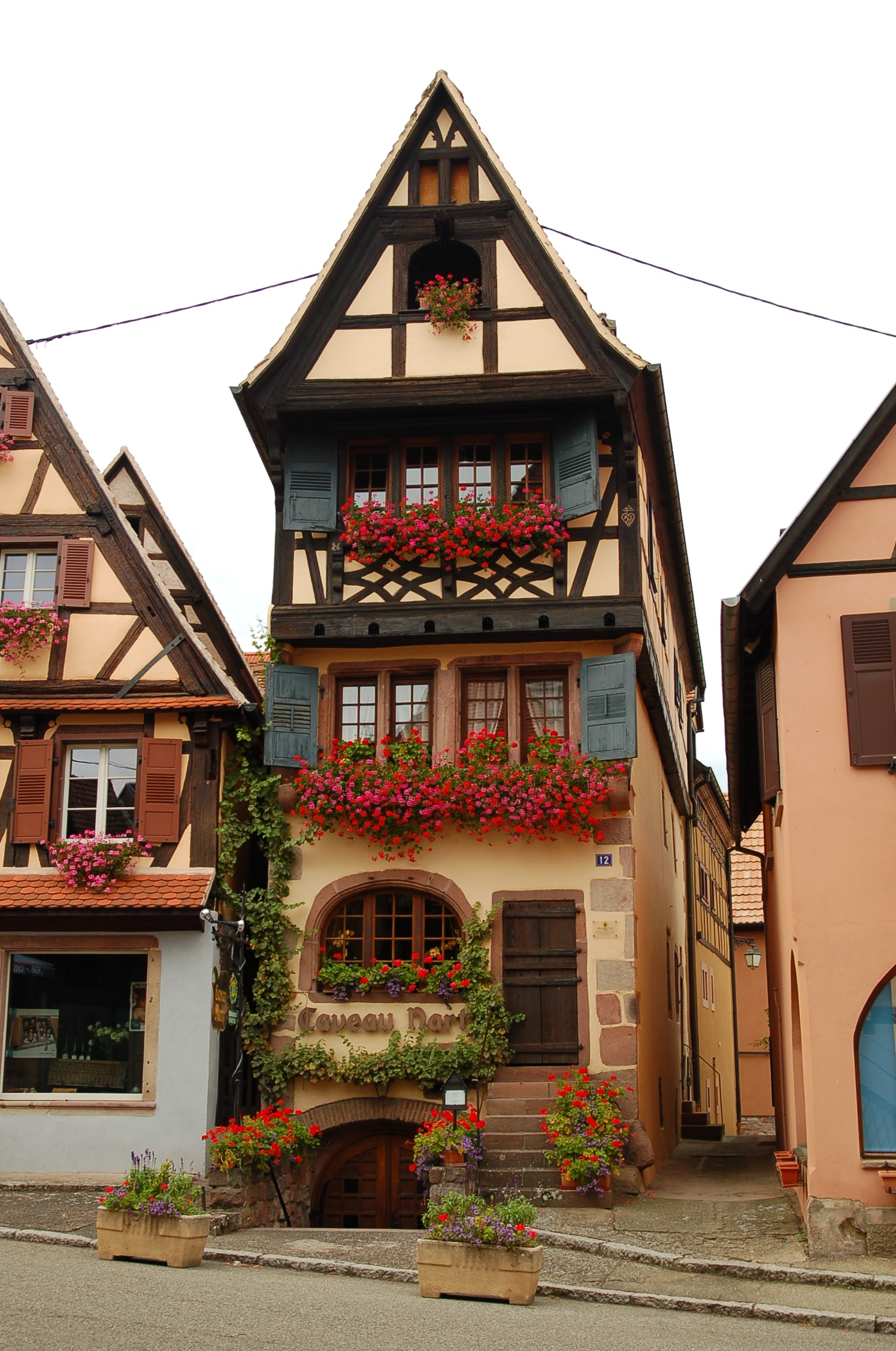
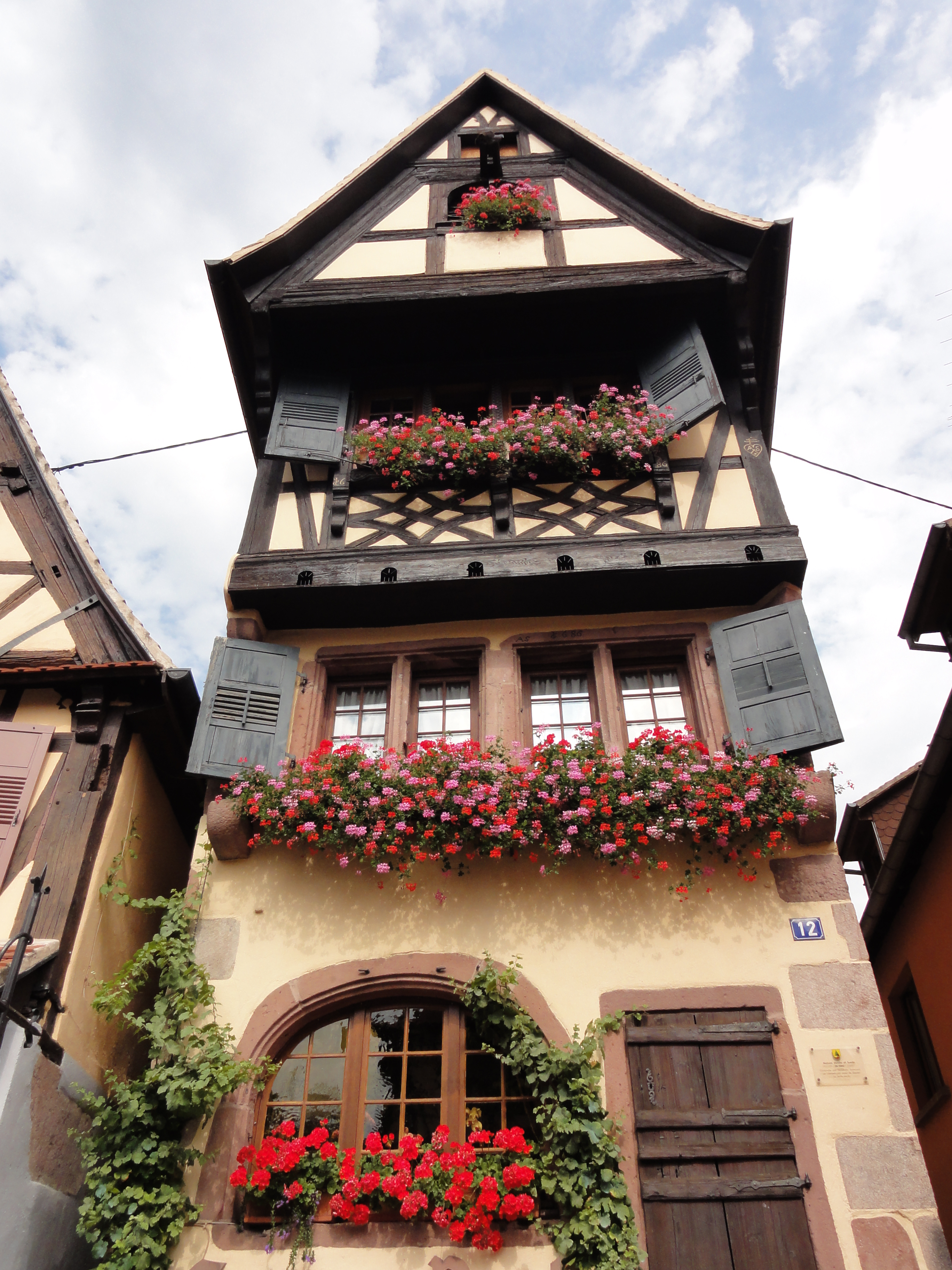
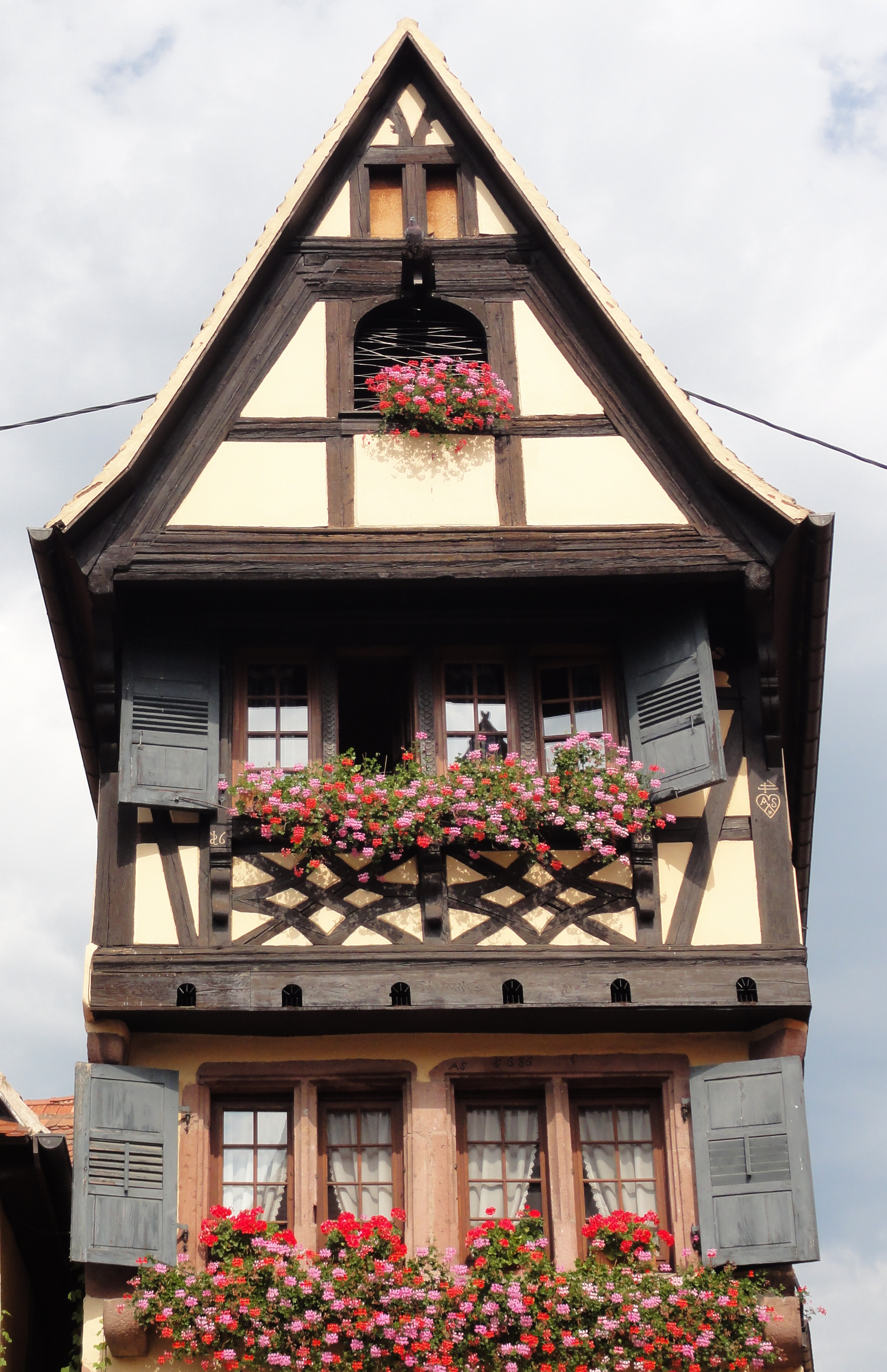